# Caerwent

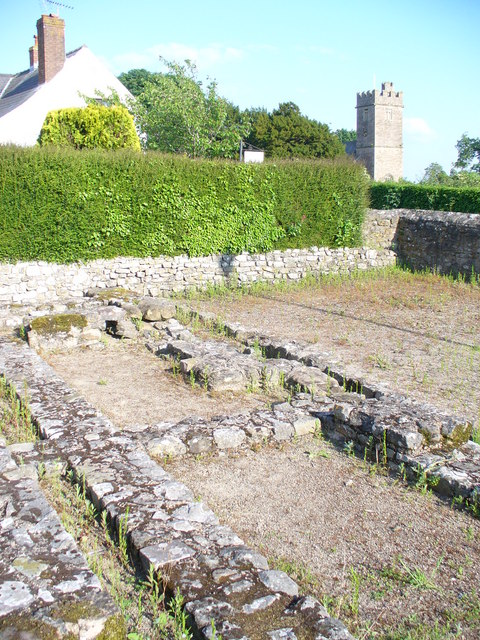
L'attuale Caerwent ha numerose vestigia della "Venta Silurum" romana

Caerwent (in gallese Caer-went, in latino Venta Silurum) è una comunità del Galles del sud, nel Monmouthshire, fondata dai Romani e successivamente sede di un relativamente ignoto regno britannico altomedioevale.

## Storia
Caerwent ha un'origine romana: fu infatti fondata nel 75 AD col nome di Venta Silurum, una città commerciale, dopo la sconfitta della tribù britannica dei Siluri. Si pensa che sia anche stata un importante centro del regno gallese del Gwent. Lo stesso termine "Gwent" viene dal romano "Venta" (luogo di vendita).
C'è chi l'ha identificata con la Camelot arturiana. Infatti si trova a poca distanza dalla fortezza romana di Isca Silurum, attuale Caerleon, che Goffredo di Monmouth definì sede di questo re leggendario.
Dopo la morte del leggendario sovrano nella battaglia di Camlann, sarebbe andata a re Caradoc. Successivamente la capitale del Regno del Gwent fu trasferita da Venta Silurum e la civitas romana decadde completamente, diventando un villaggio periferico com'è tuttora.
La città romana chiamata "Venta Silurum" aveva mura alte fino a 5 metri, tuttora parzialmente conservate. Questa città romana sopravvisse fino alla fine del sesto secolo, ossia oltre un secolo dopo il ritiro delle legioni romane dalla Britannia romana.
L'attuale piccolo villaggio conta poche centinaia di abitanti, ma le rovine della civitas romana sono tra le meglio conservate della Gran Bretagna.
Attualmente circa la metà delle case di Caerwent si alzano sulle fondamenta dell'antica "Venta Silurum".

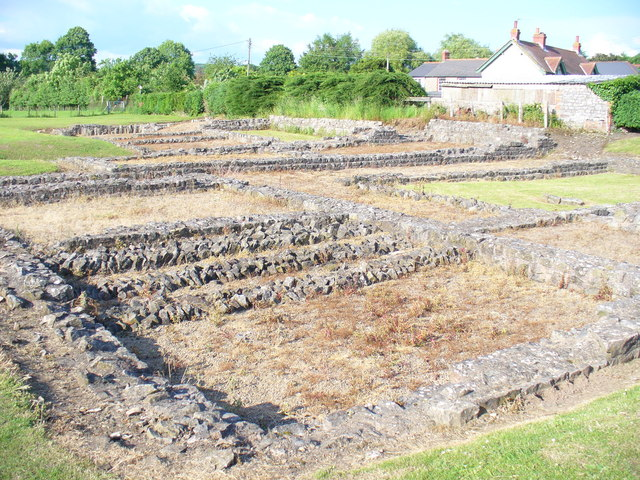
Vestigia romane a Caerwent
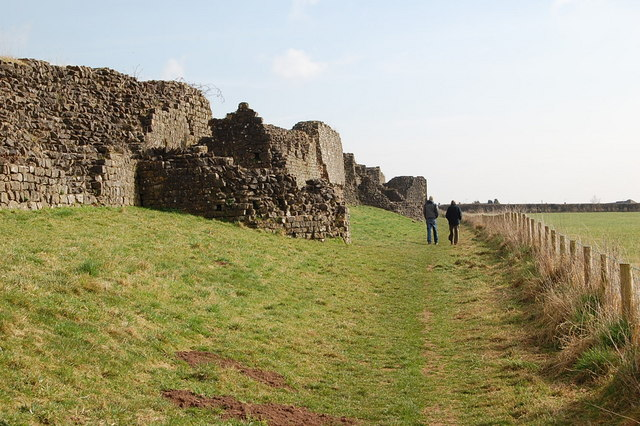
Mura romane di Venta Silurum
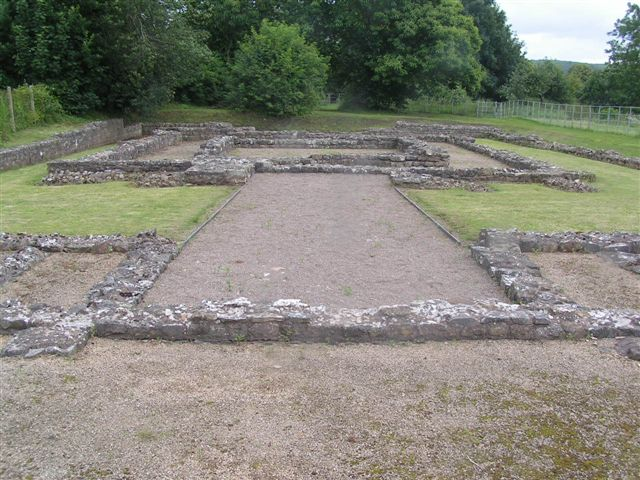
Tempio romano
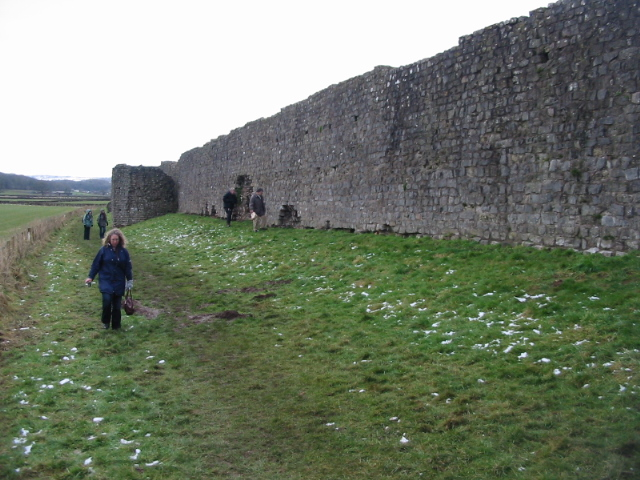
Mura alte 5 metri del lato meridionale di Venta Silurum